# أبناء العم توم (رواية)
أبناء العم توم عنوان راوية مترجمة من الإنجليزية للعربية (العنوان الاصلي:Uncle Tom's Children)، هي أولى أعمال الكاتب ريتشارد رايت حيث قدم صياغة قصصية جديدة تعتمد. نشرت عام 1936 في الولايات المتحدة الامريكية.

## الموضوع
تلقيت الدرس الأول في كيف ينبغي أن أعيش كزنجي يوم كنت بعد صغيراًز كنا نعشي في أركنساس، ينهض بيتنا خلف خطي السكة الحديدية. حتى المقفار مرصوفة برماد أسود. فلا ينبت فيها اللون الأخضر على الإطلاق. وكان الشيء الأخضر الوحيد الذي يمكن أن تقع عيوننا عليه بعيداً جداً، خلف خطي السكة الحديدية، حيث يقطن السادة البيض. هكذا افتتح ريتشارد سرد قصة حياته ومعاناته كأحد أبناء العم توم من الزنوج، تلك الحياة التي تعلمه أن من له الحق في العيش الكريم هم البشر فقط -وهم البيض بالطبع- وعليه أن يتعلم ذلك ويستوعبه منذ طفولته، وهذا يعني أن يتيقن بأنه هو وأولاده وزوجته ملك يتصرف به الرجل الأبيض كيفما يشاء منذ اللحظة الأولى التي اشتراه فيها، وبالتالي فإن تعرض الرجل الأبيض له هو أو أي فرد من أفراد عائلته فإن النهوض للدفاع عنه يعتبر جريمة لا تغتفر تضاف إلى سجل جرائمه التي أولها أنه زنجي من أولاد أو أحفاد العم توم. وسيحكم عليه بلا محاكمة بالموت أو الحرق أو يظل طريداً في الغابات أو الأذغال لبقية حياته.